# Yamaha SRX 400
La Yamaha SRX 400 / 600 es una motocicleta japonesa que empezó su producción en año 1986. Existen 2 marcadas variaciones de la misma, las más antiguas (antes de 1989) poseen dos amortiguadores a los lados de la rueda trasera, o ubicado bajo el asiento del piloto. Además, se produjo en tres cilindradas distintas, 250, 400 y 600 centímetros cúbicos denominándose a las de 400 centímetros cúbicos como Yamaha SRX 4 y a las de 600 centímetros cúbicos Yamaha SRX 6.

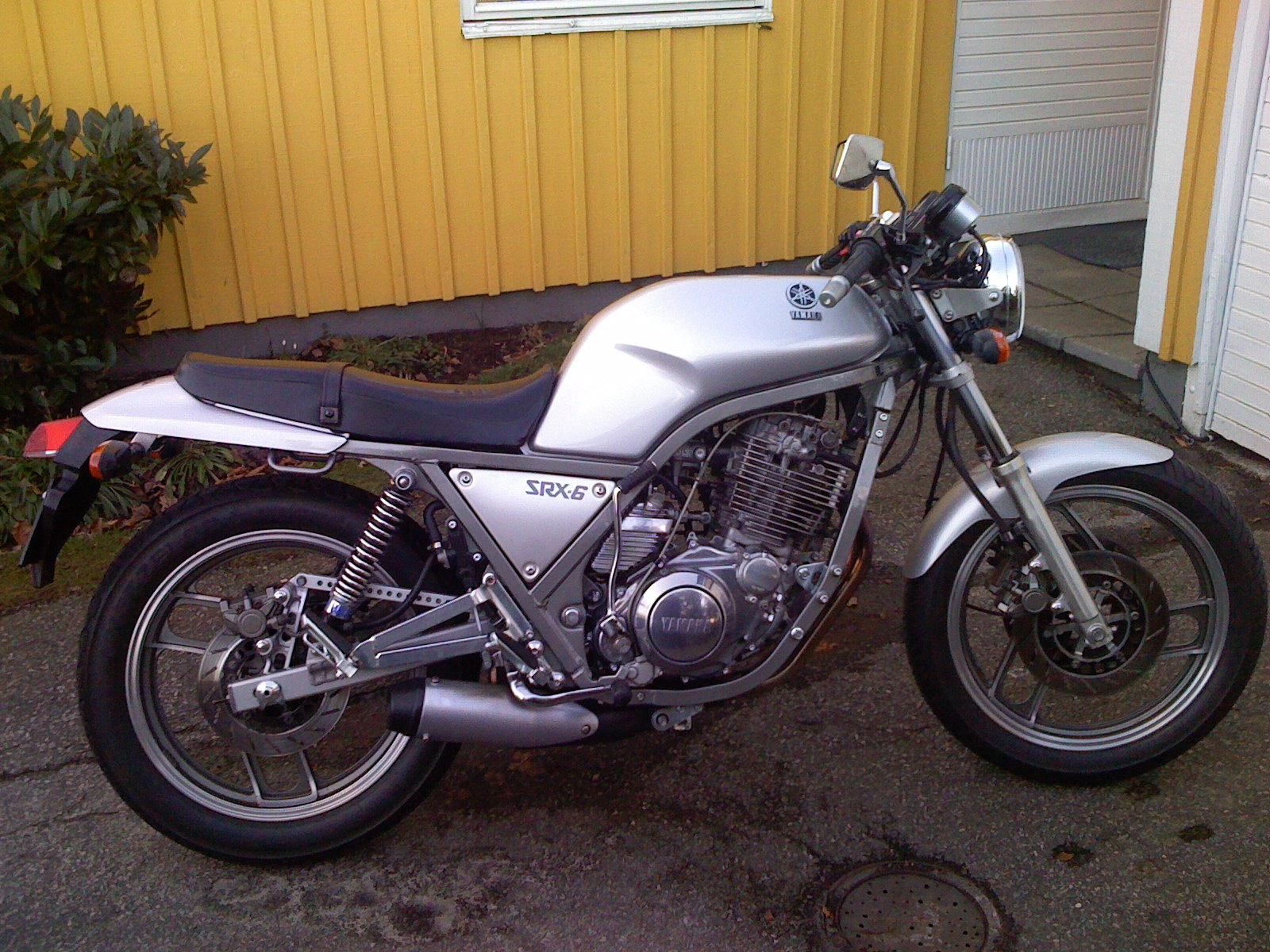

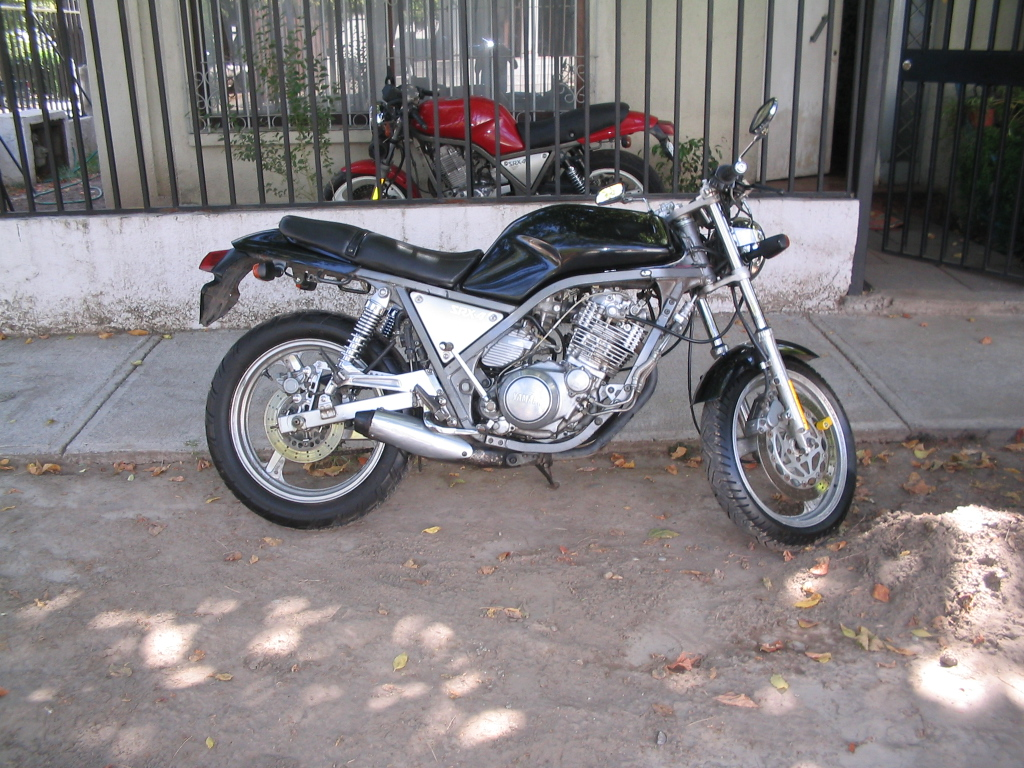

Es una motocicleta fiable, excelente para la ciudad y todos los malos tratos que se le desee dar, su tecnología japonesa permite superar casi cualquier prueba a la que la sometamos.
A pesar de ser un modelo ya antiguo aún en Chile se ven muchas por las calles y son muy apetecidas en sus 2 versiones, gracias a su excelente calidad mecánica y gran potencia, tiene un motor monocilíndrico multivalvular muy simple de cuatro tiempos, doble freno de disco hidráulico, los últimos modelos producidos desde el año 1990, contaban con partida eléctrica.

## Mantenimiento
Puntos a recordar para un buen mantenimiento de la Motocicleta:
- Realizar el cambio de aceite a su debido tiempo y el filtro de aceite código mh67 marca manfilter.
- Ajustar las válvulas periódicamente a la medida correspondiente dictada por el fabricante.
- Ajustar la cadena secundaria (de la rueda) cada 500 km aproximadamente.
- Lubricar la cadena secundaria una vez a la semana.(cada 100 km)
- Si el líquido de frenos está negro, ya es hora de cambiarlo, porque se oxida y no responde como antes.
- Si la pata de partida está muy dura, entonces no olvides ajustar el cable del descompresor.

Como Chequear el Aceite
Con la moto apoyada en su «pata» calentar el motor solo un poco, luego esperar 10 segundos y a continuación substraer la tapa de medición, limpiarla y volver a introducirla SIN ENROSCARLA solo apoyándola sobre su cavidad, substraer nuevamente la tapa y ver si el nivel de aceite se encuentra entre los límites adecuados.
Piezas Alternativas
- Cadena de Distribución: Puede cambiarse por la de una Yamaha XT 600.
- Válvulas: No estamos seguros pero parece que también pueden usarse las de la Yamaha XT 600.
- Piolas: Generalmente son standars y en la misma yamaha las venden, estas últimas originales son de excelente calidad y ofrecen un excelente desplazamiento, muy suaves.